# Sofia Raffaeli
Sofia Raffaeli (* 19. Januar 2004 in Chiaravalle) ist eine italienische Rhythmische Sportgymnastin. Bei den Olympischen Spielen 2024 in Paris errang sie die Bronzemedaille.

## Werdegang
Ihre Karriere nahm dank des Trainings in der Società Ginnastica Fabriano unter der Leitung von Julieta Cantaluppi und Cristina Ghiurova sowie der Choreografin Bilyana Dyakova Fahrt auf.
Im Jahr 2018 gab sie ihr internationales Debüt bei den Junioren-Europameisterschaften in Guadalajara und belegte den fünften Platz im Keulenwettbewerb.
Ihren internationalen Durchbruch schaffte Sofia Raffaeli im folgenden Jahr bei den Junioren-Weltmeisterschaften 2019, als sie zwei Einzel-Silbermedaillen und Mannschafts-Silber gewann.
Das Jahr 2021 markiert Raffaelis Einstieg in die Seniorenklasse mit einer Bronzemedaille im Reifen bei den Weltmeisterschaften. 2022 gewann Raffaeli beim Weltcup in Athen die Goldmedaille im Mehrkampf. Bei den Weltmeisterschaften 2022 gewann Raffaeli fünf Goldmedaillen und eine Bronzemedaille.
Raffaeli nahm 2024 an den Olympischen Spielen teil. Im Mehrkampf errang sie die Bronzemedaille und damit als erste Italienerin eine Medaille in dieser Disziplin.